# Jeongan
Jeongan (정안) ou Anjeong (안정), née le 22 janvier 1355 et morte le 2 août 1412, est le nom posthume de la femme du roi Jeongjong, deuxième monarque de la période période Joseon en Corée. Elle était honorée de 1398 a l'abdication de son mari en 1400 sous le nom de Deok (덕) et sous le nom de douairière Sundeok (순덕왕대) après cet événement. Elle a aussi été connue sous le nom de reine Ahn.